# Markis Beixiang
Markis Beixiang, född okänt år, död 125, var en kinesisk monark. Han var kejsare av Handynastin 125 e.Kr.